# Rikki Fulton
Rikki Fulton (Glasgow, 15 aprile 1924 – Glasgow, 27 gennaio 2004) è stato un attore scozzese.
Ha fatto parte, insieme a Jack Milroy, del duo comico Francie e Josie. 

## Filmografia parziale

### Cinema
- Local Hero, regia di Bill Forsyth (1983)
- Gorky Park, regia di Michael Apted (1983)
- Comfort and Joy, regia di Bill Forsyth (1984)

### Televisione
- Supernonna (Super Gran) (1986)
- Tis' the Season to be Jolly, regia di Ron Blain (1993)
- Jolly a Man for All Seasons, regia di Ron Blain (1994)
- The Tales of Para Handy (1994-1995)